# Axochiapan
Axochiapan es una localidad en México que representa la cabecera del municipio homónimo del estado de Morelos, que se localiza al sureste del estado.

## Localización

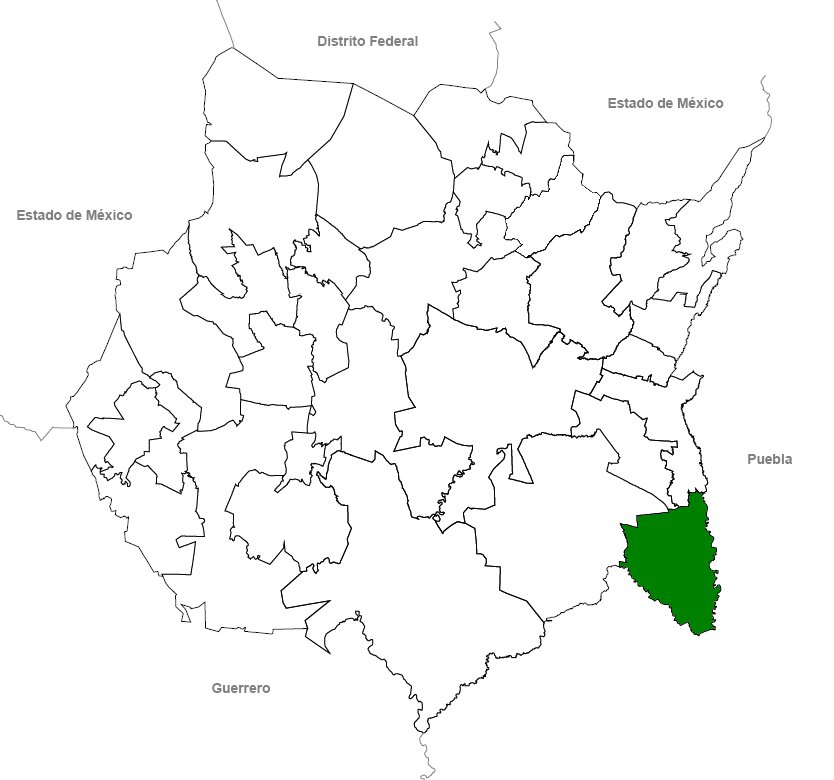
Ubicación de Axochiapan en el estado de Morelos.

El municipio se encuentra entre los paralelos 18°30′ de latitud norte y 98°45′ de longitud oeste, a una altitud de 1030 metros sobre el nivel del mar. Limita al norte con el municipio de Jonacatepec, al sur y oriente con el estado de Puebla y al poniente con el municipio de Tepalcingo.[cita requerida]

## Etimología
Su etimología correcta es axochi-tl, “flor acuática o nenúfar”, por su radical a-tl, “agua”, apan, “lago, arroyo, manantial”, que también se deriva de a-tl “agua” y pan “sobre”, y quiere decir: “En laguna nenúfares o flores de agua”, pues cuando está en floración por el mes de agosto semeja una alfombra de flores blancas. Su nombre se origina de la laguna aledaña, embellece el paisaje con flores acuáticas: nenúfares.
Antiguamente Axochiapan era llamado Ayoxochiapan (flor sobre el agua, donde abunda las flores de calabaza, flor de calabaza sobre el agua. Según costa en el códice mendocino y en la matrícula de los tributos mexicas.

## Toponimia
La descripción de su glifo corresponde a una flor acuática de cuatro hojas que nace, se reproduce y vive en el agua. Cuando está aflorando aparenta una alfombra de flores blancas en el agua debido a su reproducción tan rápida y extensa.
En la década de 1950,  Eliseo Basilio Aragón Rebolledo diseñó el glifo actual de Axochiapan. Eliseo B. Aragón no era un cualquiera, era un axochiapense erudito, que escribió dos libros uno sobre el significado de los nombres nahua y otro sobre ferias morelenses. La familia Aragón de aquella época era acaudalada y estaba emparentada con los Aragón de Jonacatepec y Jantetelco.
Axochiapan: Laguna de nenúfares o flores sobre el agua.
Axochiapan fue conocido antes como Ayoxochiapan (palabra nahua que significa casi lo mismo que Axochiapan: Laguna de flores de calabaza, laguna de flores de una planta parecida a la calabaza o flores de calabaza sobre el agua, río o laguna. Este escudo está en  un códice y en la matrícula de tributos de México-Tenochtitlán.

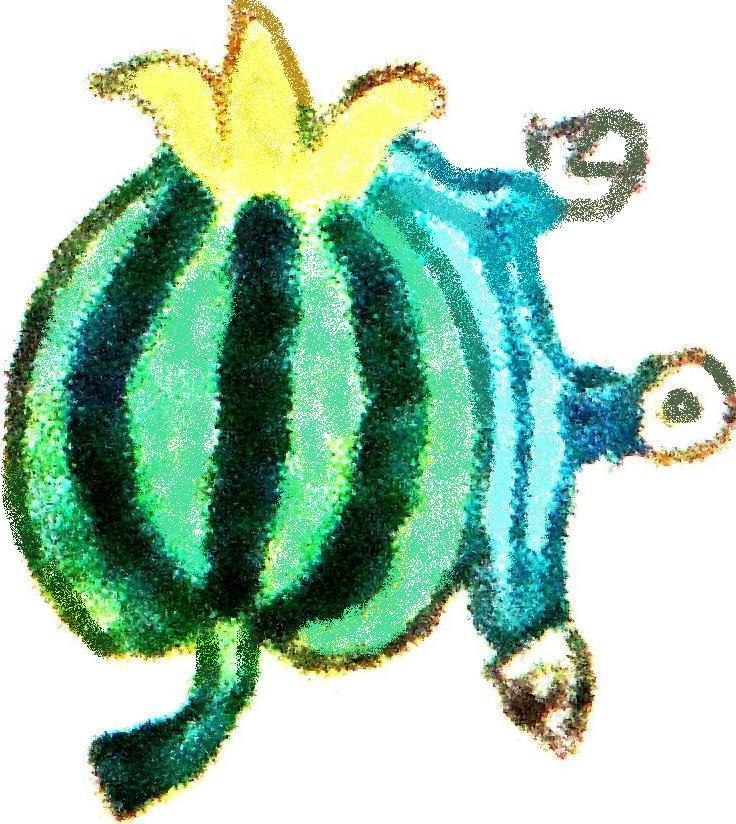
Escudo antiguo de Axochiapan

Con el cambio de época la palabra Ayoxochiapan derivó en Axochiapan, debido a que se empezó a perder el idioma nahua y poco a poco se olvidó.

## Historia
Según lo establecido en la matrícula de tributos de los documentos mexicas en el que se asentaba el nombre de los pueblos dominados por el imperio azteca, Axochiapan es un pueblo antiguo de orígenes tlahuicas y olmecas. Con la conquista, Axochiapan dejó de rendir tributo al imperio azteca y paso a depender de la corona española a través del primer Virrey de la Nueva España.
Axochiapan perteneció al municipio de Jonacatepec de 1824 a 1869. Posteriormente, al crearse el Estado de Morelos, se crea también el municipio de Tetelilla al que Axochiapan pertenece desde 1869 hasta 1898 cuando finalmente se erige el municipio de Axochiapan, el cual abarca el territorio que anteriormente correspondía al municipio de Tetelilla con excepción de este poblado que es integrado al municipio de Jonacatepec.
El 9 de noviembre de 1898 se instala el primer cabildo en Axochiapan, siendo su primer presidente municipal Luis G. Rebolledo.
Axochiapan no pudo ser ajeno a la revolución mexicana, a través de grandes personajes zapatistas como: Alejandro Casales, Joaquín Caamaño, Marcelino Rodríguez, Marcelino Vergara, el cura Prisciliano Espíritu, Benigno Abundes y José Palma.
El 19 de septiembre de 2017 a 12 km del sureste de Axochiapan se registró un sismo de magnitud de 7.1 grados, el cual provocó centenares de muertos y miles de daños materiales y damnificados en toda la región centro de México (particularmente en la Ciudad de México)
En medio de la Pandemia mundial de Coronavirus del 2020 trascendieron las amenazas de sus pobladores para quemar el único Hospital General de la Región. 

## Acontecimientos importantes
- 1542: Fray Juan de Alameda, en nombre del rey Carlos I, funda el pueblo con el nombre de San Pablo de Axochiapan.[4]
- 1869: Axochiapan queda integrado en la municipalidad de Santo Tomás de Tetelilla.
- 1887: Se instala el primer cabildo, Don Luis G. Rebolledo fue el primer presidente municipal.
- 1996: Axochiapan celebró sus 450 años, de la fundación de su población en la cultura tlahuica.
- 1998: El 9 de noviembre, se celebró el primer centenario de la fundación del municipio de Axochiapan, de acuerdo a lo estipulado, En el Periódico Oficial "Tierra y Libertad" publicado de 12 de noviembre del mismo año, siendo Alcalde el C. Isaías Cortes Vázquez gobernador en aquella época, el C. Manuel Alarcón.
- 2017: El 19 de septiembre a las 13:14 fue registrado un sismo de 7.1 grados en la escala de Richter cuyo epicentro fue registrado a 12 km al sureste de este poblado. Este sismo ha provocado más de 300 fallecidos y miles de damnificados, así como centenares de edificios dañados en la Ciudad de México, Morelos, Puebla, Estado de México y Tlaxcala.
- 2020 Una parte de sus pobladores se congregan frente al Hospital General para amenazar con quemarlo.[5]

## Infraestructura social y de comunicaciones

### Educación
Los servicios de educación, que se prestan son los siguientes: a nivel preescolar existen 14 jardines de niños con una cobertura del 82%, la educación primaria se da en 20 escuelas en las que estudian el 89% de la población en edad escolar, mientras que en la secundaria únicamente 9 escuelas con una cobertura del 77%, a nivel medio superior existen dos bachilleratos que atienden en sus aulas el 15% de alumnos en edad y 2 escuelas de capacitación para el trabajo. Existen 2 universidades una pública:La Escuela de Estudios superiores de Axochiapan perteneciente a la Universidad Autónoma del Estado de Morelos (UAEM) y cuenta con 3 carreras Licenciatura en nutrición, en enfermería y Médico cirujano Rural. Además existe una universidad particular--abierta CEUNO que cuenta con lic. en contabilidad, administración y Derecho.

### Salud
Los servicios de salud pública se dan en 7 clínicas de primer nivel con una cobertura del 60%, también se tiene dos puestos periféricos del IMSS e ISSSTE, el primero tiene una cobertura del 5% y el segundo del 7%. Se cuenta con un hospital de servicios generales que extienden sus servicios a toda la región, así como tres clínicas particulares de salud general, cinco dentales y cuatro laboratorios de análisis clínicos.

### Abasto
El sistema de abasto que tiene la población, es a través de tiendas de abastecimiento popular, expendios de artículos de primera necesidad y tianguis, existiendo una tienda departamental de autoservicio (Mi Bodega Aurrera).

### Deporte
Las instalaciones deportivas en su mayoría son canchas de básquetbol, las canchas de fútbol son prestadas por vecinos.
en la actualidad ya se cuenta con una unidad depostiva, campo deportivo "zeferino Pérez", también el campo de fútbol "maracana", entre otras atracciones se encuentran 2 gimnasios en la ciudad con actividades como zumba, spinning, entre otros.

### Vivienda
El tipo de vivienda es unifamiliar, de una sola planta, con patio o huerta anexa, los materiales utilizados en la construcción son: piedra, adobe, tabicón y teja.
De acuerdo a los resultados preliminares del Censo General de Población y Vivienda 2010 llevado a cabo por el INEGI, en el municipio existen 6.406 viviendas particulares en las que habitan 30.436 personas.
Del total de 8.137 viviendas, 5.760 cuentan con el servicio de agua entubada, de llave pública o hidratante. Con disponibilidad de energía eléctrica 7.992, con drenaje 7.465 conectados a la red pública.
De acuerdo a los resultados que presentó el II Conteo de Población y Vivienda en el 2011, en el municipio cuentan con un total de 8.137 viviendas, todas particulares.

### Servicios públicos
Los servicios públicos que ofrece el municipio como el agua potable, alumbrado público, seguridad pública, tiene una cobertura del 80% y 70% en pavimentación.
Se cuenta con un rastro de matanza de animales bovinos y porcinos.

### Medios de comunicación
Se utilizan los siguientes medios de comunicación:
Periódicos, estaciones radio y televisión.
Los periódicos son de ámbito nacional y estatal, estaciones de radio en am-fm, estatal y nacional y los canales de televisión: 2, 3, 4, 5, 6, 7, 9, 11, 13, 32 y algunos por antena vía satélite.
- Servicio telefónico

Tiene una cobertura del 60% en la ciudad, con servicio domiciliario mientras que en las comunidades Quebrantadero y Marcelino Rodríguez es de apenas el 3%, en los poblados de Telixtac, Atlacahualoya, Tlalayo y Joaquín Caamaño, era por medio de casetas, a principios de los años 2000's se instaló el servicio domiciliario en la mayor parte de la comunidad, las comunidades de Palo Blanco y Ahuaxtla no cuentan con este servicio.
- Telégrafo

La oficina de telégrafos (TELECOMM) presta sus servicios a la región por ser Axochiapan puerta de entrada del estado de Puebla.
- Correo

El servicio postal mexicano tiene una oficina donde se recibe y envía correspondencia tanto nacional como internacional.

### Vías de comunicación
El municipio está comunicado a través de 5 carreteras alternas tipo federal y una de terracería, además de vía férrea.
La primera comunica a la ciudad de Cuautla – Axochiapan, la segunda Axochiapan - Izúcar de Matamoros, la tercera Axochiapan - Iguala, la cuarta Axochiapan y Tenango, la quinta Axochiapan - Chiautla de Tapia y La carretera de terracería comunica a la cabecera con el poblado de Ahuaxtla. También 
cuenta con la carretera Axochiapan-Telixtac 
El transporte se realiza a través de taxis y autobús, con cuatro terminales que son:
- Autobuses Volcanes y Sur: con servicio Axochiapan -Cuautla, Izúcar de Matamoros, Chiautla de Tapia, México DF.
- Estrella roja de Cuautla (TER): su servicio es de Axochiapan, Cuautla, Cuernavaca, México DF.
- Mártires del Sur: comunica Axochiapan- Cuautla exclusivamente.
- Blancos del Sur: que presta sus servicios a localidades de Teotlalco, Tzicatlan, Jolalpan, Mitepec, Xochitepec del estado del Puebla.

En cuanto al servicio de tren que corre de la Ciudad de México al estado de Puebla, es utilizado solamente para el transporte de carga.

## Actividad económica
Principales Sectores, Productos y Servicios
Las principales de las actividades económicas predominantes son las siguientes:

### Industria
La principal industria se da en la cabecera y su actividad primordial es la transformación de minerales en yeso, casi todas son pequeñas empresas. (Yeso El Águila)

### Agricultura
Axochiapan aporta el 9,51% del valor de la producción agrícola del estado, su agricultura presenta dos modalidades: una de auto consumo y minifundista ubicada en área de temporal con cultivos básicos como maíz, sorgo, cacahuate, frijol, calabaza y Jamaica, y, de riego cebolla, pepino, caña de azúcar, maíz, frijol, cacahuate.

### Ganadería
La explotación pecuaria es con bajo nivel tecnológico, poca inversión de capital y dispersión en toda la cabecera a excepción de una granja avícola de pie de cría de pollo para engorda, y el producto (huevo), se envía a las incubadoras de Temixco.
Las personas que se dedican a la ganadería normalmente relacionan esta actividad con la agricultura, en 1997 es contada en el municipio con 268.986 cabezas de ganado entre bovinos, porcinos, equinos, caprinos y aves.

### Comercio
Es la principal actividad aunque no exista un mercado formal ni tiendas de auto servicio, el comercio es una de las actividades más importantes ya que existen más de 800 comercios entre tiendas de ropa, muebles, calzado, alimentos, ferreterías, materiales para la construcción, papelerías, dulcerías, farmacias entre otras.

### Servicios
Los servicios que se ofrecen están ubicados en la cabecera municipal y son: hoteles, bancos, casa de préstamos, restaurantes, centros nocturnos, agencias de viajes, estéticas, asistencia profesional, y otros. donde en ellos podemos ver el mejoramiento de dicho municipio, gracias a la voluntad de las personas que allí viven.

### Turismo
Son zonas de recreación en la cabecera municipal, los balnearios Los Amates y la Aurora de aguas semisulfurosas; los templos de San Pablo y el del Padre Jesús, que fueron construidos en el siglo XVI en la cabecera municipal, el casco de la exhacienda de San Ignacio en Marcelino Rodríguez; el templo de San Miguel Arcángel en Atlacahualoya; el templo de San José en Quebrantadero y el templo de Jesús en Telixtac son dignos de ser visitados.

### Población económicamente activa por sector
Las actividades económicas se distribuyen de la siguiente forma.
Sector Porcentaje
- Primario

(Agricultura, ganadería, caza, y pesca) 58,06
- Secundario

(Minería, industria, manufacturera, construcción, electricidad) 16,64
- Terciario

(Comercio, turismo y servicios) 24,17

### Zonas comerciales
En infraestructura comercial Axochiapan cuenta los siguientes espacios:
- Mercado Municipal Leandro Valle
- Mercado Nuevo
- Supermercado Mi Bodega Aurrera del grupo Walmart

## Atractivos culturales y turísticos
Monumentos Históricos
Destacan los templos católicos que fueron construidos en el siglo XVI, San Pablo en Axochiapan y María Magdalena en Telixtac, otros del siglo XVIII, como el padre Jesús de Axochiapan, San Miguel Arcángel de Atlacahualoya y el de San Ignacio de Loyola en Marcelino Rodríguez, que es un anexo de una hacienda del mismo año, en la que ahora existe un vivero que produce principalmente orquídeas, que constituye un atractivo extra, perteneciente a la cabecera municipal
Artesanías
Dentro de las artesanías que se elaboran sobresalen como una tradición, la manufactura de huaraches de correa, los trajes para los danzantes aztecas, que son elaborados con plumas de avestruz, faisán, papagayo y otras aves, en la comunidad de telixtac, se manufactura en barro cocido, tinajas, ollas, apastles, filtros para agua y se diseñan comales con bellos paisajes.
Danza de los tecuanes
En la feria de Axochiapan, del 8 al 26 de enero, se realizan procesiones nocturnas con cirio grandes adornas, acompañados con danzas de tecuanes, aztecas, vaqueritos, contradanzas. Pero lo que abunda son las cuadrillas de tecuanes, que en Axochipan son muy populares.
Gastronomía
Se encuentra con rica y variada comida, en las que los principales ingredientes son de la región, así pueden mencionarse: huilotas en salsa verde, xocomoles con pescado (salsa que tiene como base ciruelas agrias), pipián verde con tamales de ceniza o de fríjol, frijoles negros y quebrados, chile-atole, tamales de pescado envueltos en totomoxtl, tamales de ciruela y de regalo, huaxmole con carne de cerdo, salsa de guajes, chivo en barbacoa acompañado con tepache, salsa de jumiles, salsa de ciruela (xocotochilli), atole de granillo, atole simple acompañado de calabaza en dulce, pan de petate o pan de mujer, chacualole, (dulce de calabaza) chilate, tlatomale, (barbacoa en hoyo), mole rojo de ajonjolí con guajolote.

## Grupos étnicos
A la llegada de los españoles, la población asentada en la cabecera correspondía al grupo étnico Náhuatl de los tlahuicas. Fue parte integrante del valle de Oaxaca, cuya lengua madre a principios de siglo era el Náhuatl. Aún hoy en día se preservan apellidos con raíces indígenas como: Tepozteco, Limontitla, Cuahuixteco, Chinanteco, Iguanero, Ixtlilco entre otros. Algunos de los habitantes conservan aún sus idiomas: náhuatl, mixteco, mixe, otomi, mazahua, purépecha, tlapaneco, totonaca, zapoteco y otros.
En el 2000 la presencia indígena en la cabecera era de 262 habitantes hablantes de lengua indígena, lo que representaba solamente el 1,01% de la población municipal. De acuerdo a los resultados que presentó el II Conteo de Población y Vivienda en el 2005, en el municipio habitan un total de 158 personas que hablan alguna lengua indígena.

## Cultura
Fiestas
- Del 8 al 30 de enero, feria de San Pablo en Axochiapan.
- Del 19 de marzo, fiesta en San José Quebrantadero
- 1° viernes de Cuaresma, celebración en Telixtac.

- El lunes previo del 3.er. viernes de Cuaresma (jícaras) en Axochiapan, donde se realiza la venta de artesanías de Olinalá.
- 5° viernes de Cuaresma fiesta religiosa en el Santuario padre de Jesús.
- Jueves, viernes y sábado santos (Semana Santa) celebraciones religiosas.
- 3 de mayo, día de la Cruz.
- 15 de mayo, celebración en honor a San Isidro Labrador en Ahuaxtla.
- 22 de julio, fiesta a (Santa María Magdalena) con las Confirmaciones en Telixtac
- 25 de julio (Santiago Apóstol), en Tlalayo.
- 31 de julio (San Ignacio de Loyola), en Marcelino Rodríguez.
- 1° y 2° domingo de septiembre (mojiganga), en Axochiapan, Atlacahualoya, Quebrantadero y Telixtac.
- 29 de septiembre (San Miguel Arcángel), en Atlacahualoya.
- 1° y 2° de noviembre, fiestas de muertos.
- 12 de diciembre, (baile de indios a la Virgen de Guadalupe)
- 16 al 25 de diciembre, Navidad (posadas).
- 31 de diciembre, (año nuevo).

Feria de Axochiapan
Se estima que el origen de la feria se remonta a la misma fundación del templo dedicado a la conversión de San Pablo, como forma de desterrar la antigua religión profesada por el pueblo. La feria inicia el 9 de enero con una procesión por la noche, lo que se repite todos los días mientras dura la fiesta. Las procesiones se conforman con los amigos, conocidos o invitados del señor mayordomo que formados en dos filas cargan sendos cirios adornados con flores de cera con que cubren armazones de carrizo con las más variadas figuras que van de jarrones, aviones, alacranes, mariposas, iglesias, etc., aunque antes que ellos, abriendo la procesión van las cuadrillas de los Tecuanes, que bailan mientras avanzan al son de la flauta de carrizo y tamborcillo, con que el pitero interpreta lo mejor de su repertorio.
La palabra tecuanes significa bestias fieras, lobos, tigres, animales salvajes. Y se le representa siempre cómo un jaguar, animal terrestre más poderoso. Los tecuanes también pueden representar la organización comunitaria para vencer a un ser superior individualmente.
Inmediatamente, los aztecas, las contradanzas y los vaqueritos; cierran la procesión bajo palio, el mayordomo cargando la alcancía y portando los símbolos de su envestidura como la corona, rodeado de familiares, quienes cargan los estandartes o adornos florales, tras ellos los rezanderos y la banda musical y cuando se puede, el torito que después del rito de entrada del templo, se quema en el atrio, entre los sones de la banda de la música y la algarabía general. Las fechas 24 y 25 son los más importantes de la feria, durante el día en el atrio de la iglesia se presentan distintas danzas en honor al santo patrón: los tecuanes, los aztecas, los vaqueritos, los zopilotes, los Chinelos y las contradanzas.
Danzas
Las danzas folclóricas son muy variadas y se transmiten por tradición oral de padres a hijos. Por eso se pueden encontrar danzantes de todas las edades, desde menores a adultos, incluso de la tercera edad.
Se cuenta con danzas prehispánicas como los Tecuanes o la danza azteca, aquellas introducidas por evangelistas españoles como la danza de los moros y cristianos los doce pares de Francia en su versión femenina las moras, de época más reciente la danza de los vaqueritos y una de las más bellas aunque por desgracia hace poco dejó de bailarse: la contradanza, o aquellas que hace mucho desaparecieron como los santiagueros, los gachupines, de acuerdo al libro "Ferias de Morelos " del Lic. Aragón Rebolledo y en su lugar aparecieron "los zopilotes".